# Vikersund
Vikersund är en tätort som utgör centralort i Modums kommun i Buskerud fylke i sydöstra Norge. Tätorten hade 2 926 invånare år 2012.
Utanför Vikersund ligger Vikersundbacken som är världens största hoppbacke. Denna används för tävlingar i skidflygning.